# Zale lunata
Zale lunata är en fjärilsart som beskrevs av Dru Drury 1770. Zale lunata ingår i släktet Zale och familjen nattflyn. Inga underarter finns listade i Catalogue of Life.

## Bildgalleri

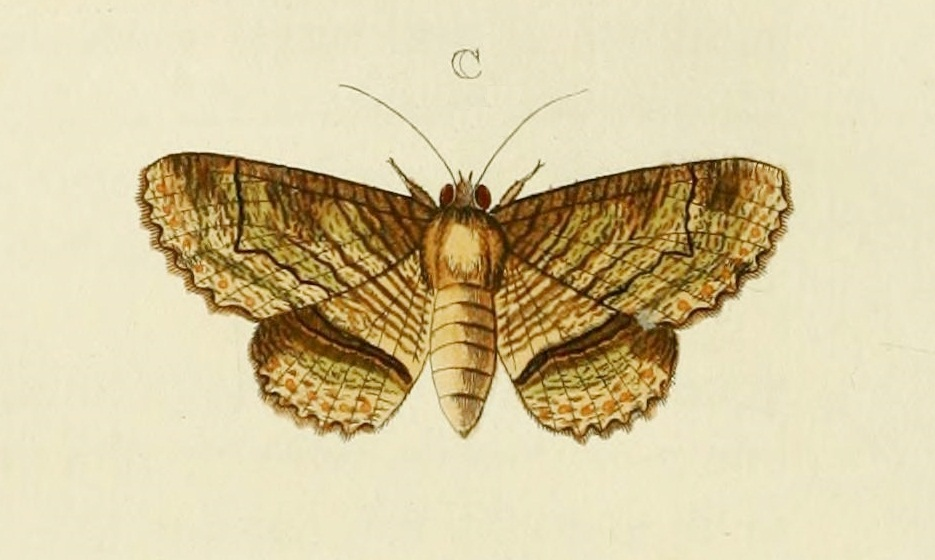
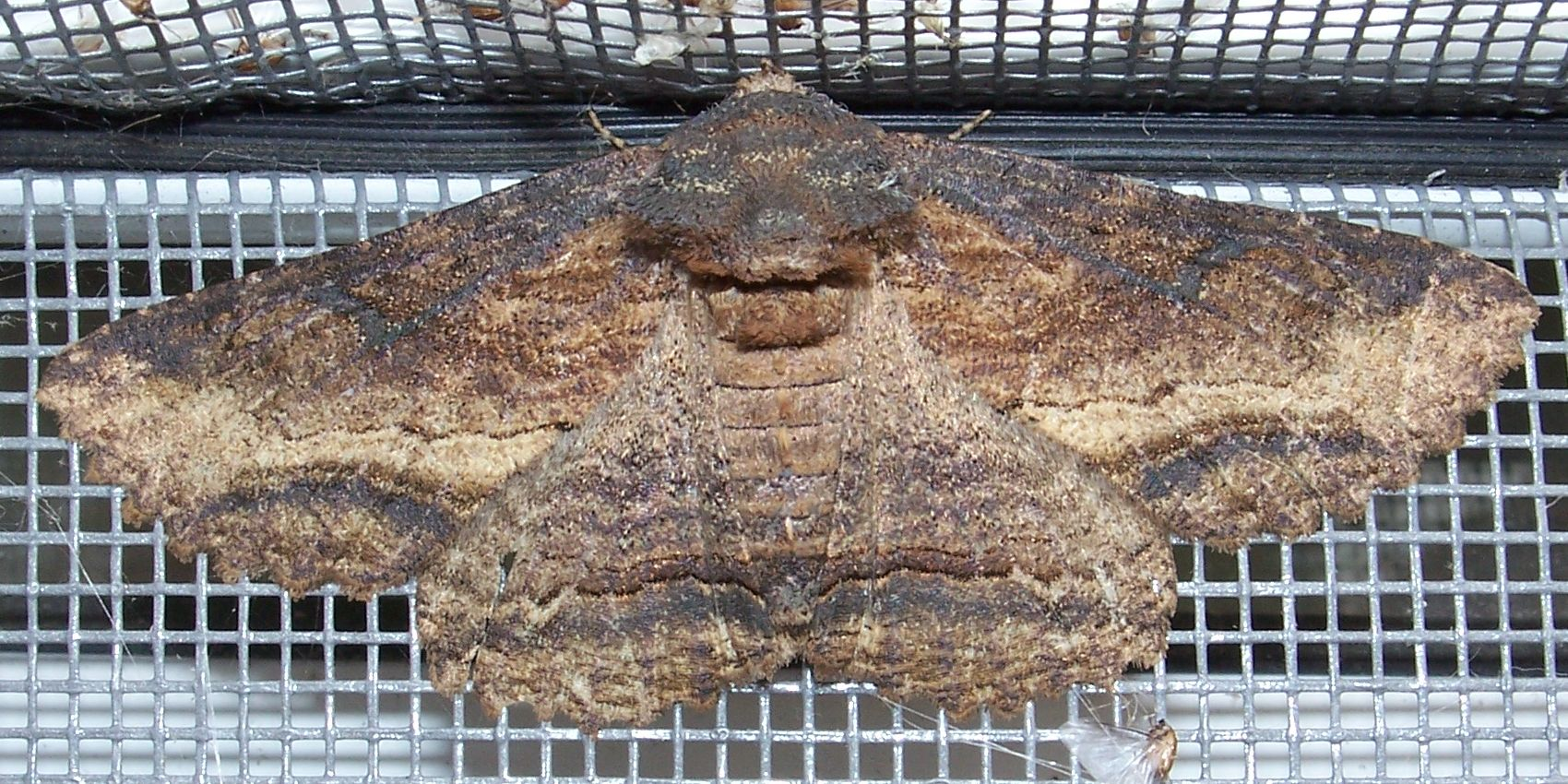
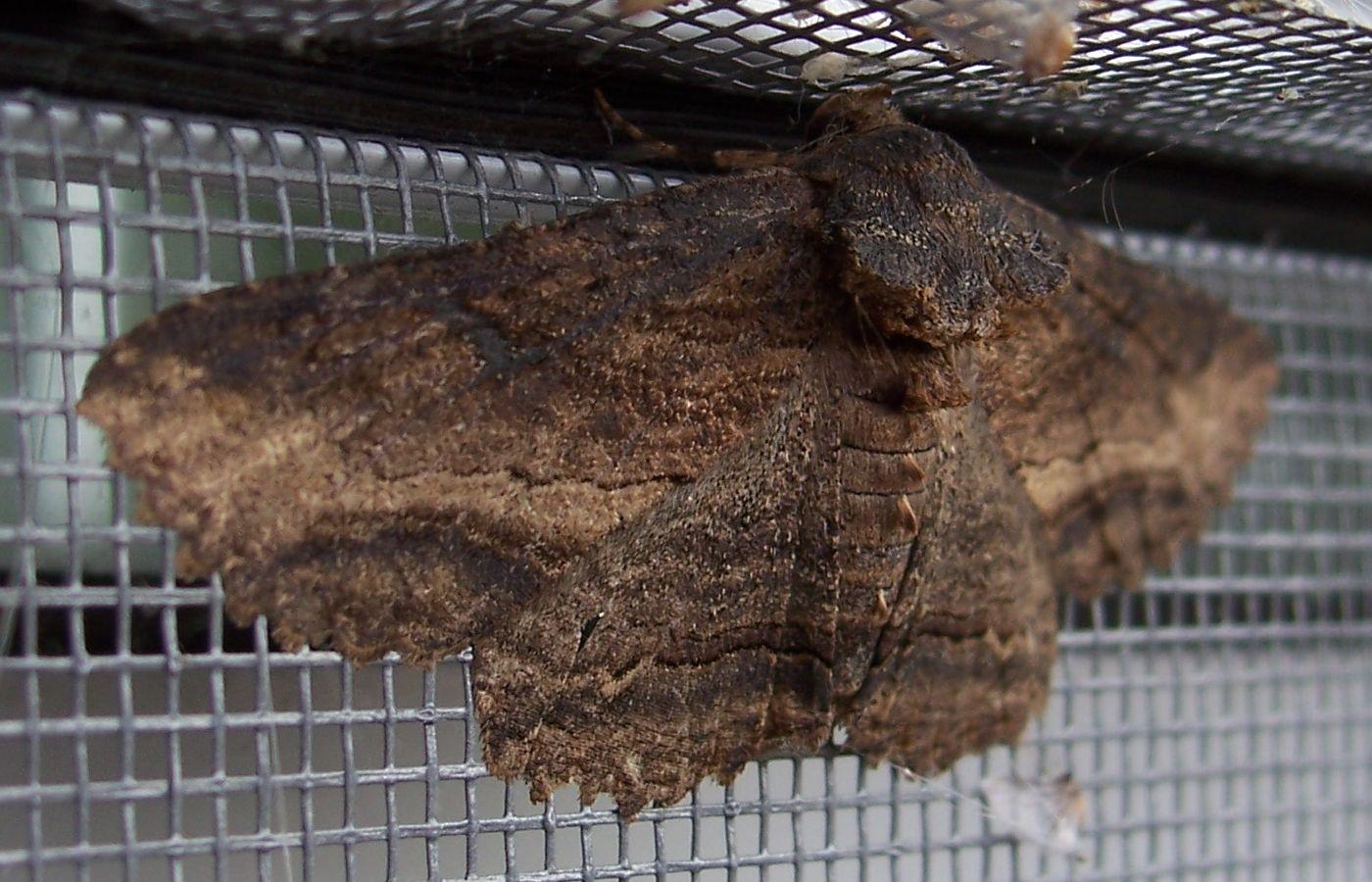
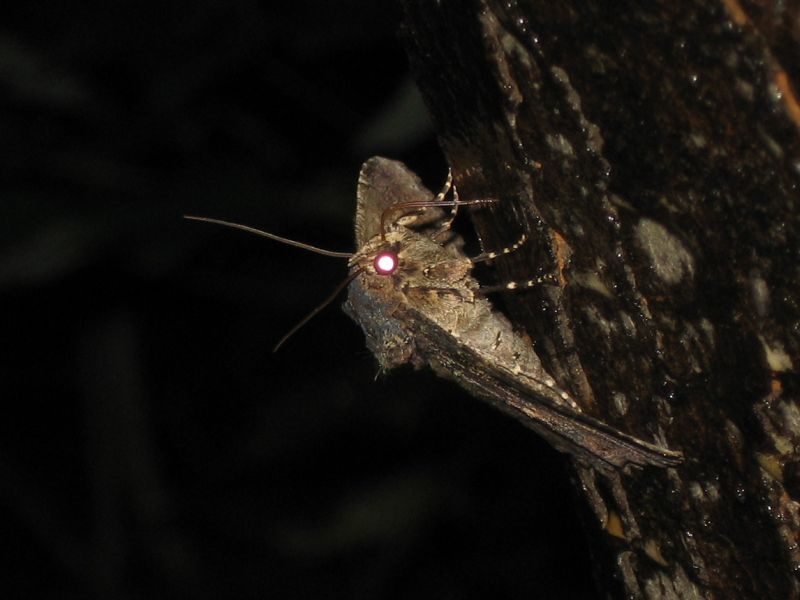